# European Sleeper
European Sleeper es una cooperativa belga-holandesa  que opera un servicio de tren nocturno open access tres veces por semana entre Praga (República Checa) y Bruselas (Bélgica), con planes de ampliar la frecuencia en un futuro próximo, pasando por Dresde y Berlin. También hay planes para dar servicio uniendo Ámsterdam, Bruselas y Barcelona a través de Francia, que se espera que comiencen durante la primavera de 2026, y se está preparando un servicio especial de invierno hacia Austria y Venecia.

## Historia
European Sleeper se lanzó en 2021, con el anuncio en abril de una propuesta para operar un servicio de tren nocturno entre Praga y Bruselas, con el operador checo RegioJet anunciado como socio, proporcionando material rodante y traccionando el servicio en Alemania y la República Checa. La SNCB sería responsable de transportar el servicio en Bélgica, mientras que aún no se disponía de socio en Países Bajos. Se esperaba que el servicio comenzara en la primavera de 2022, y estaba previsto que comenzara un segundo servicio en diciembre de ese año.
En mayo de 2021, European Sleeper lanzó una campaña de financiación colectiva y logró recaudar 500.000 euros en capital inicial vendiendo acciones de la cooperativa a más de 350 pequeños inversores, supuestamente en sólo quince minutos.
Un mes después, en junio de 2021, se anunció que European Sleeper y Moonlight Express, otra startup belga que quería iniciar servicios nocturnos Bruselas-Berlín via Lieja, unirían fuerzas. La entidad resultante adoptaría el nombre de European Sleeper y perseguiría la propuesta de European Sleeper unir en tren Bruselas y Praga a partir de la primavera de 2022.
Justo antes del verano de 2022 se lanzó una ronda de recaudación de fondos posterior, en la que se vendieron acciones por valor de 2.000.000 de euros a 1400 inversores. Casi al mismo tiempo, la compañía anunció que la ruta de Bruselas a Praga se retrasaría indefinidamente, sin proporcionar una fecha de inicio revisada.
En junio de 2022, se anunció una asociación con el operador turístico Sunweb Group, con planes de iniciar nuevos servicios de trenes nocturnos entre los Países Bajos y las estaciones de esquí francesas para el verano de 2023, y una extensión al sur de Francia el año siguiente. En noviembre, ambas partes anunciaron que estos planes quedarían en suspenso, citando dificultades para conseguir material rodante, derechos de acceso a las vías y un operador para los servicios.
La cooperativa anunció en diciembre que la ruta prevista entre Bruselas y Praga terminaría inicialmente en Berlín debido a la limitada capacidad en las vías en 2023, pues las autoridades alemanas solo permitirían un tren de larga distancia cada dos horas al sur de Dresde debido a obras de infraestructura. Dicha ruta comenzaría a operar el 25 de mayo de 2023 con miras a extender el servicio a Praga para completar la propuesta original en diciembre de 2023, dependiendo de si se pueden asegurar los derechos de vía. La compañía citó la falta de disponibilidad de material rodante adecuado como su mayor desafío y dijo que el servicio operaría inicialmente con material rodante arrendado, con planes de comprar nuevo material rodante en marcha, y que eventualmente exigirían que los servicios se operaran con una combinación de material rodante nuevo y reacondicionado.
El servicio propuesto por European Sleeper de Ámsterdam a Barcelona fue seleccionado en enero de 2023 como proyecto piloto como parte de los esfuerzos de la Comisión Europea para mejorar el servicio ferroviario transfronterizo y fomentar el establecimiento de nuevos enlaces. Se suma a otras dos propuestas de trenes nocturnos de Snälltåget y Midnight Trains.
Las reservas para el servicio se abrieron el 20 de febrero y los billetes solo se pueden comprar a través del sitio web de European Sleeper. Se está trabajando para permitir la reserva de billetes con pases Interrail.
Los servicios comenzaron el 25 de mayo de 2023, con el servicio inaugural desde Berlín hacia Bruselas, llegando a su terminal belga con 45 minutos de retraso. El Viceprimer Ministro y Ministro de Movilidad de Bélgica, Georges Gilkinet, recibió al tren en Bruselas Sur a su llegada la mañana del 26 y despidió al tren en su trayecto de regreso a Berlín esa misma tarde.
En junio de 2023, se anunció una tercera ronda de micromecenazgo por tres millones de euros,destinados a permitir integraciones técnicas para vender billetes a través de canales de venta adicionales, alquilar un vagón restaurante para el servicio existente, preparar ampliaciones de servicios a Praga, así como los servicios propuestos entre Ámsterdam y Barcelona, y encargar nuevo material rodante. La campaña se cerró en octubre de 2023 con tan sólo dos millones recaudados.
En junio de 2023, se anunció una tercera ronda de recaudación de fondos por tres millones de euros de capital de crecimiento, que se abrirá el 21 de junio y estará disponible tanto para inversores nuevos como existentes, que pueden invertir a un precio inicial de 250 euros, con acciones por valor de 3 € a emitir. La cooperativa anunció que sería la última oportunidad de recaudación de fondos en algún tiempo. Los fondos recaudados se destinarían a permitir integraciones técnicas para vender billetes a través de canales de venta adicionales, alquilar un vagón restaurante para el servicio existente, preparar ampliaciones del servicio a Praga, así como los servicios propuestos entre Ámsterdam y Barcelona, y encargar nuevo material rodante. Al mismo tiempo, la cooperativa anunció que había vendido 10.000 billetes para su actual servicio Berlín-Bruselas, con la expectativa de vender billetes por valor de entre 5 y 6 millones de euros para finales de año. También anunció que los pases Interrail y Eurail se podrían utilizar en los servicios a partir del 1 de julio, y las reservas se podrán realizar a partir del 12 de junio.

## Servicio
El único servicio de European Sleeper entre Berlín y Bruselas comenzó a operar el 25 de mayo de 2023. Actualmente, el servicio es tres veces por semana: los trenes de Bruselas a Berlín salen los lunes, miércoles y viernes, y los trenes de Berlín a Bruselas salen los domingos, martes y jueves.
En un artículo en The Sunday Times sobre el servicio inaugural de Bruselas a Berlín, la escritora de viajes Kate Leahy comentó: "Esto no es lujo al estilo Orient Express", pero concluyó:

"Esos trenes cansados ciertamente no son la forma más glamorosa de viajar, ni la más rápida y, como descubrí, ni siquiera siempre la más confiable. Pero son innegablemente una aventura, y esa parte parecía tener a todos a bordo."

| Hacia Berlín (opera lunes, miércoles, viernes) | Hacia Berlín (opera lunes, miércoles, viernes) | Hacia Bruselas (opera, domingo, martes, jueves) | Hacia Bruselas (opera, domingo, martes, jueves) |
| ---------------------------------------------- | ---------------------------------------------- | ----------------------------------------------- | ----------------------------------------------- |
| Estación                                       | Hora de salida                                 | Estación                                        | Hora de salida                                  |
| Bruselas Sur                                   | 19:22                                          | Central de Berlín                               | 22:56                                           |
| Antwerpen-Centraal                             | 20:01                                          | Bad Bentheim                                    | 04:09                                           |
| Roosendaal                                     | 20:44                                          | Deventer                                        | 05:16                                           |
| Central de Róterdam                            | 21:21                                          | Central de Amersfoort (no para)                 | -                                               |
| Den Haag HS                                    | 21:42                                          | Central de Ámsterdam                            | 06:31                                           |
| Central de Ámsterdam                           | 22:34                                          | Den Haag HS (no para)                           | -                                               |
| Central de Amersfoort                          | 23:13                                          | Central de Róterdam                             | 07:32                                           |
| Deventer                                       | 23:49                                          | Roosendaal                                      | 08:16                                           |
| Bad Bentheim                                   | 01:09                                          | Antwerpen-Centraal                              | 08:43                                           |
| Central de Berlín                              | 06:48                                          | Bruselas Sur                                    | 09:27                                           |